# HD 49798
HD 49798は、とも座の恒星の1つでO型主系列星。伴星で白色矮星のRX J0648.0–4418を持つ。

## 概要
| 太陽 | HD 49798  |
| ---- | --------- |
| 太陽 | Exoplanet |

HD 49798は、地球から見てとも座にある恒星で、地球から2120光年(650pc)離れた位置にある。地球から見た明るさは8.3等級であり、計算される絶対等級は-0.8等級である。赤方偏移や視線速度の値はほとんど0であり、地球に近づいているのか遠ざかっているのかはまだわかっていない。
太陽と比べて直径は1.45倍、質量は1.50倍であると推定されている。太陽の7800倍も明るく、太陽が2時間以上かけて放出するエネルギーを1秒で放出する。表面温度は46500Kという高温の恒星である。

## 伴星
| 地球 | RX J0648.0-4418 |
| ---- | --------------- |
| 地球 | Exoplanet       |

HD 49798は、伴星として白色矮星のRX J0648.0–4418を持っている。ほぼ正確に、わずか13.1842秒で自転するこの白色矮星は、はじめは同じ周期で太陽の5%の明るさのX線を放出する変光星として発見された。1997年に発見されたこのX線天体は、はじめはその正体が不明であったが、欧州宇宙機関のX線観測衛星XMM-Newtonによって、正体が白色矮星と判明した。
RX J0648.0–4418は、質量が太陽の1.28倍ある。これは、白色矮星としての限界質量であるチャンドラセカール限界の1.44M☉に近く、発見された白色矮星としては最も重いものであった。これまで発見された白色矮星の多くは0.6M☉であるため、その倍以上もあることになる。また、測定された自転も白色矮星としては最速級である。
RX J0648.0–4418は、HD 49798とほぼ同じ質量であるため、2つの天体の重心を中心に公転しているような運動をしている。公転半径は太陽半径の3.4倍、250万kmしかなく、これは地球と月の6.6倍しか離れていない。この公転半径をほぼ1日13時間8分38秒で公転している。また、RX J0648.0–4418の直径は地球の約半分の6000kmである。このため、平均密度は1cm3あたり22.5トンに達し、表面重力は地球の195万倍もある。

## 将来
RX J0648.0–4418は、HD 49798から物質が流れ込んでおり、質量が増大している。今後数百万年のうちに、RX J0648.0–4418はチャンドラセカール限界に達し、Ia型超新星爆発を起こすと考えられている。Ia型超新星の絶対等級は-19.3等級であるため、2120光年離れた距離にある場所での爆発で地球に直接の影響は無いが、視等級は満月に匹敵する-10.2等級の明るい新星として、昼間でも見える明るさになるはずである。